# 앤더슨쇠주머니쥐
앤더슨쇠주머니쥐 (Marmosa andersoni)는 주머니쥐과에 속하는 유대류의 일종이다. 페루 남부의 제한된 지역에서 발견된다. 숲에서 서식하는 야행성 동물로 나무 위에서 생활하는 수상성 동물로 추정된다.

## 특징
겨우 7마리만 관찰되었기 때문에, 종 전체의 특징은 제한적이다. 상체의 털은 짙은 갈색을 띠며 비교적 길고 털 끝이 불그스레한 갈색이지만, 하체는 연한 색을 띤다. 뺨과 턱 위의 털은 크림색을 띠고 눈 둘레에 검은 색 띠가 둥글게 나 있다. 앤더슨쇠주머니쥐는 크고 얇은 귀를 갖고 있어서 청각이 뛰어나다. 꼬리는 머리와 몸보다 길고, 몸 쪽 부분의 꼬리 털은 부드럽고 꼬리 끝단 쪽은 털이 길고 가늘며 뻣뻣하다. 발마다 5개의 발가락을 갖고 있으며, 뒷발의 발가락은 서로 마주 보게 할 수 있으며, 꼬리는 쥐는 힘을 갖고 있으며 나무 위에서 생활을 하는 데 잘 적응이 되어 있다.

## 서식지
앤더슨쇠주머니쥐의 생태는 아주 조금밖에 알려져 있지 않다. 야행성 동물이며, 나무 위에서 생활하는 수상성 동물로 추정하고 있다. 먹이는 주로 곤충과 나무 열매로 이루어져 있고, 도마뱀과 작은 설치류도 먹는다. 앤더슨쇠주머니쥐를 포힉한 이차 지역은 숲과 대나무가 혼합된 지역이다.

## 분포
앤더슨쇠주머니쥐는 안데스 산맥 아래쪽을 따라 이어지는 좁고 길쭉한 지역과 쿠스코, 페루 남부의 3곳 서식지만이 알려져 있다.